# Поарта-Албе (комуна)
Поарта-Албе (рум. Poarta Albă) — комуна у повіті Констанца в Румунії. До складу комуни входять такі села (дані про населення за 2002 рік):
- Назарча (484 особи)
- Поарта-Албе (4306 осіб) — адміністративний центр комуни

Комуна розташована на відстані 184 км на схід від Бухареста, 19 км на захід від Констанци, 139 км на південь від Галаца.

## Населення
За даними перепису населення 2002 року у комуні проживали 4790 осіб.
Національний склад населення комуни:
| Національність   | Кількість осіб | Відсоток |
| ---------------- | -------------- | -------- |
| румуни           | 4660           | 97,3%    |
| татари           | 59             | 1,2%     |
| турки            | 46             | 1,0%     |
| цигани           | 10             | 0,2%     |
| угорці           | 9              | 0,2%     |
| росіяни-липовани | 4              | 0,1%     |
| німці            | 1              | < 0,1%   |
| греки            | 1              | < 0,1%   |

Рідною мовою назвали:
| Мова      | Кількість осіб | Відсоток |
| --------- | -------------- | -------- |
| румунська | 4699           | 98,1%    |
| татарська | 43             | 0,9%     |
| турецька  | 37             | 0,8%     |
| угорська  | 4              | 0,1%     |
| російська | 4              | 0,1%     |
| циганська | 1              | < 0,1%   |
| німецька  | 1              | < 0,1%   |
| грецька   | 1              | < 0,1%   |

Склад населення комуни за віросповіданням:
| Релігія        | Кількість осіб | Відсоток |
| -------------- | -------------- | -------- |
| православні    | 4583           | 95,7%    |
| мусульмани     | 104            | 2,2%     |
| адвентисти     | 27             | 0,6%     |
| п'ятдесятники  | 25             | 0,5%     |
| римо-католики  | 21             | 0,4%     |
| баптисти       | 11             | 0,2%     |
| бретрени       | 9              | 0,2%     |
| лютерани       | 4              | 0,1%     |
| реформати      | 3              | 0,1%     |
| атеїсти        | 2              | < 0,1%   |
| греко-католики | 1              | < 0,1%   |